# Festival de Poesía al Parque (Itagüí)
El  Festival de Poesía al Parque es un evento cultural  de la ciudad de Itagüí - Colombia,  donde se presentan poetas destacados de toda  la región antioqueña y del país. 

## Historia
El Festival de Poesía al Parque nace en el año 2005 en la ciudad de Itagüí. Este festival se ha celebrado en todas sus versiones en el emblemático Parque Obrero, referente cultural de la ciudad.